# De Havilland Hornet
El De Havilland DH.103 Hornet, desarrollado por De Havilland, fue un avión de caza propulsado por dos motores de pistón. Explotó las técnicas de construcción en madera que había iniciado el De Havilland Mosquito. El desarrollo del Hornet comenzó durante la Segunda Guerra Mundial con financiación privada. El avión debía realizar operaciones de combate de largo alcance en el teatro del Pacífico contra el Imperio del Japón, pero la guerra terminó antes de que el Hornet alcanzara el estatus de escuadrón operacional.
El Hornet entró en servicio en el Mando de Caza de la RAF, donde equipó varias unidades de caza diurna y estuvo habitualmente estacionado en las islas británicas. Entró en combate en el Lejano Oriente, siendo utilizado como caza de ataque como parte de la acción militar británica llevada a cabo durante la Emergencia Malaya. Desde el principio se había pensado en una versión con capacidad para operar en portaaviones, el Sea Hornet, que fue adquirida por el Fleet Air Arm de la Marina Real.

## Desarrollo

### Orígenes
En el otoño de 1941, De Havilland descubrió que tenía capacidad de diseño suficiente para trabajar en un nuevo proyecto. En ese momento, el Mosquito ya había entrado en plena producción y el trabajo preliminar sobre un avión de combate a reacción, que se convertiría en el Vampire, estaba a la espera de la producción de prototipos de motores. La compañía reconoció rápidamente la necesidad de un bombardero nocturno desarmado y de alta velocidad propulsado por un par de grandes motores de pistón Napier Sabre, y se propuso por primera vez un diseño para dicho avión bajo la designación DH.101 en octubre de 1941. Un equipo de diseño dirigido por R.E. Bishop, con la asistencia de C.T. Wilkins, se reunió con el objetivo de desarrollar el DH.101, que inicialmente se llevó a cabo como una iniciativa privada.
El motor Sabre sufría problemas de disponibilidad en ese momento y el DH.101 fue pronto reemplazado por un diseño de menor potencia, con la designación interna DH.102. Esta propuesta iba a ser propulsada por un par de motores Rolls-Royce Griffon o Rolls-Royce Merlin, pero cualquiera de los dos motores habría significado que el avión sería algo más lento y menos atractivo que el Mosquito.
En noviembre de 1942, De Havilland decidió abandonar el proyecto del bombardero nocturno y concentrarse en producir un caza de largo alcance, el DH.103, que aprovecharía al máximo el motor Merlin. El DH.103 se parecía a un pequeño Mosquito, con un solo asiento; estaba destinado a competir con otros aviones de combate monoplaza, particularmente aquellos operados por Japón, aunque todavía era capaz de realizar misiones de muy largo alcance para ser útil en el Teatro del Pacífico . El requisito del largo alcance llevó a que el fuselaje fuera altamente aerodinámico. Se seleccionó una versión desarrollada independientemente del motor Merlin que poseía un área frontal baja para su uso en el DH.103.
A finales de 1942, se había completado una maqueta del DH.103 en las instalaciones de De Havilland en Hatfield, y poco después se mostró a los funcionarios del Ministerio de Producción Aeronáutica. Debido a la guerra, el Ministerio no emitió inmediatamente un permiso para construir el DH.103. En junio de 1943, el proyecto dejó de ser una iniciativa privada cuando el Ministerio publicó la Especificación F.12/43, que se había escrito en torno a la propuesta del DH.103; poco después, el proyecto recibió el nombre de Hornet.
Se previó que el Hornet podría adaptarse para uso naval y operarse desde las cubiertas de vuelo de los portaaviones. Desde el principio se dio prioridad a garantizar que dicha adaptación pudiera realizarse fácilmente: se incorporaron medidas para facilitar el control, especialmente cuando se volaba a bajas velocidades, y se prestó atención a proporcionar al piloto un alto nivel de visibilidad. Las dos hélices se movían en direcciones opuestas para mejorar las características de despegue y aterrizaje y se integraron flaps de alta resistencia para proporcionar mayor potencia durante las aproximaciones.

### Prototipos y refinamiento

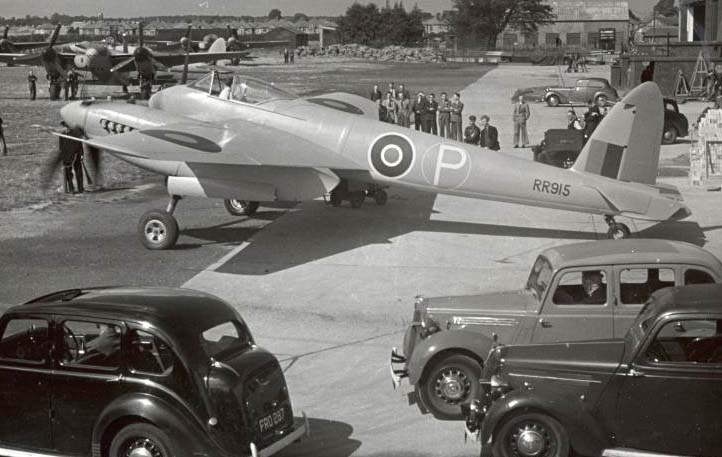
El prototipo del Hornet RR915, 1944.

En enero de 1944, el fuselaje del primer prototipo del DH.103, RR915, estaba en construcción sobre el utillaje de producción de Hatfield; el RR915 fue presentado para realizar pruebas de motor el 20 de julio de 1944. El 28 de julio de 1944, sólo trece meses después de la sanción oficial para proceder con el desarrollo, el RR915 realizó su vuelo inaugural, pilotado por Geoffrey de Havilland Jr., el piloto de pruebas jefe de la compañía. Las pruebas de vuelo del RR915 le permitieron alcanzar una velocidad registrada de 780 km/h en vuelo nivelado. En dos meses, el RR915 acumuló más de cincuenta horas de vuelo. El segundo prototipo, RR919, era más representativo de los aviones de producción, ya que tenía espacio para un par de depósitos de combustible lanzables de 200 galones y un par de bombas de 1000 libras en puntos de anclaje debajo de las alas.
A finales de 1944, se estaba estableciendo en Hatfield la línea de montaje del Hornet F.1, el modelo de producción inicial, y ya se habían recibido pedidos de la Real Fuerza Aérea (RAF). El 28 de febrero de 1945, el PX210, el primero de los 60 aviones F.1 de producción, fue entregado al Aeroplane and Armament Experimental Establishment (A&AEE) en RAF Boscombe Down. El 29 de octubre de 1945, se utilizó un Hornet F.1 de producción, el PX237, para la primera aparición pública del modelo en una jornada de puertas abiertas en RAE Farnborough.
Se utilizaron prototipos adicionales para el desarrollo de variantes mejoradas del Hornet. El PX312 participó en el desarrollo de un modelo de caza mejorado para suceder al F.1, el Hornet F.3. Los PX212, PX214 y PX219 fueron convertidos por la Heston Aircraft Company a partir de los aviones estándar Hornet F.1 para representar y probar aspectos de la versión naval inicial, posteriormente denominada Sea Hornet F.20. Los PX212 y PX214 eran sólo parcialmente navales, ya que estaban equipados con ganchos de detención pero carecían de los mecanismos de plegado de alas de los aviones de producción posteriores; el PX219 era la versión naval completa y más tarde realizó pruebas en la cubierta del portaaviones HMS Ocean.
Los PX230 y PX239 se completaron como caza nocturno para todo clima, el Hornet NF.21. El PX239, construido originalmente como un Hornet F.20, estaba equipado con alas plegables accionadas eléctricamente y un gran filete dorsal, que luego se adaptó a todos los aviones de producción para cumplir con un nuevo requisito de proporcionar estabilidad direccional "sin pies" con un motor parado. El 25 de octubre de 1948 comenzaron las primeras pruebas de cubierta a bordo del HMS Illustrious; estas tuvieron tanto éxito que las pruebas pasaron rápidamente a la fase de pruebas nocturnas. El 16 de mayo de 1947, el PX230 se perdió durante las pruebas de servicio, cuando el avión se desintegró en pleno vuelo; el piloto saltó tras la ruptura del avión.

### Hornet F.3, PR.2 y FR.4
Las alas del Hornet F.3 estaban diseñadas para transportar armas externas; se podían transportar de dos a cuatro cohetes RP-3 de 60 libras (27 kg) debajo de cada ala; también era posible transportar una combinación de cuatro cohetes con una bomba de hasta 454 kg, o un depósito de combustible adicional en cada ala, con una capacidad de hasta 909 L. En el interior, los depósitos de combustible se ampliaron pasando de una capacidad total de 1636 L hasta los 1964 L, y se añadió equipo adicional. Se adoptaron superficies de cola horizontales más grandes, con compensadores por superficie del elevador más grandes. Con la evolución de cazas a reacción de mayor alcance, como el De Havilland Vampire, el De Havilland Venom y el Gloster Meteor, el Hornet quedó obsoleto con bastante rapidez. El F.3 fue el último derivado del Hornet en entrar en servicio operacional con la RAF.
El Hornet PR.2 fue diseñado para operar como un avión de reconocimiento fotográfico de largo alcance. Se retiraron los cañones Hispano y se montaron cámaras en el fuselaje trasero. La capacidad total de combustible interno se incrementó hasta los 2400 L. Los PX216, PX220 y PX249 fueron convertidos a partir de aviones Hornet F.1 estándar, y luego les siguieron cinco más. La necesidad de estos aviones caducó con el fin de la Segunda Guerra Mundial en el Pacífico; todos fueron utilizados en pruebas de barreras de detención en Boscombe Down y desguazados antes de entrar en servicio con la RAF. Se modificaron doce Hornet FR.4 a partir de los F.3 de forma muy similar, excepto que se conservaron los cañones y se redujo ligeramente la capacidad de combustible interno respecto a la del caza. Estos derivados FR.4 entraron en servicio con la RAF en Malasia y Hong Kong a principios de la década de 1950.

### Sea Hornet F.20, NF.21 y PR.22

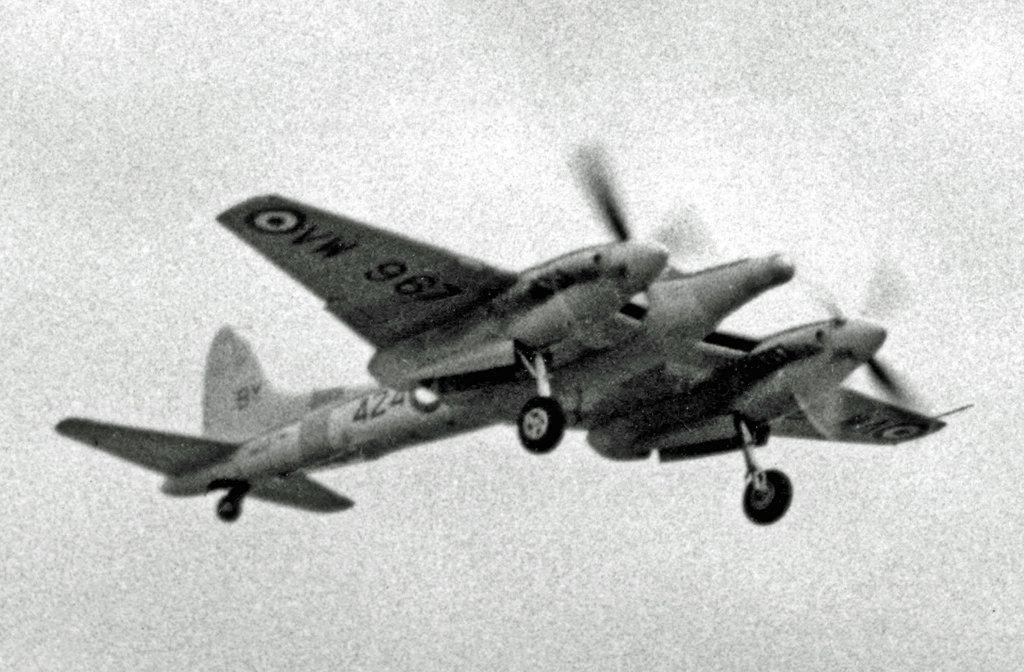
Sea Hornet NF.21 del Airwork FRU exhibido en RNAS Stretton en 1955. El dedal de radar de esta variante es evidente.

El Hornet fue diseñado teniendo muy en mente la posibilidad de prestar servicio naval en portaaviones. Para ello se requería un buen manejo a baja velocidad, junto con una buena visibilidad panorámica para el piloto. El diseño básico del Hornet sobresalió por cumplir estos requisitos. Poco después de que volara el primer prototipo del Hornet, se emitió la Especificación N.5/44 a De Havilland, que cubría la modificación del Hornet para el servicio naval. La Heston Aircraft Company fue contratada para llevar a cabo los trabajos de conversión en los primeros tres F.1 de producción. Los trabajos implicaron alterar las alas para incorporar mecanismos de plegado, de modo que cada panel exterior del ala, desde la línea de alerones/flaps hacia afuera, pudiera plegarse hacia arriba y hacia adentro en un ángulo. Las bisagras eran parte de la estructura del revestimiento del ala superior, mientras que los revestimientos del ala inferior incorporaban pestillos de seguridad y se utilizaban gatos hidráulicos Lockheed para mover los paneles del ala. Se introdujeron flaps ranurados para mejorar el control con "flaps abajo" a baja velocidad.
El fuselaje trasero inferior fue reforzado con dos larguerillos de abeto adicionales diseñados para soportar las tensiones impuestas por el gancho de retención externo con marco en "V", que estaba montado al ras debajo del fuselaje. El marco estaba hecho de tubos de acero con un gancho de acero forjado, y se sujetaba al fuselaje mediante un "engranaje de presión". Debido a que el Hornet utilizaba el sistema estadounidense de "3 puntos" de despegue asistido por catapulta, se instalaron dos ganchos de brida de catapulta de acero forjado, uno debajo de cada ala, cerca del fuselaje. Las patas del tren de aterrizaje de caucho comprimido de De Havilland no podían absorber las energías de rebote impuestas por los aterrizajes de los portaaviones. Fueron reemplazados por oleos hidráulicos más convencionales que incorporaban enlaces de torsión.
Se instalaron Merlin 133/134 (rebajados de 1540 kW (2070 hp) a 1510 kW (2030 hp)) en todos los Sea Hornet. Se instalaron otros equipos navales especializados (principalmente diferentes equipos de radio) y se previeron tres puertos para cámaras, uno a cada lado del fuselaje trasero y otro apuntando hacia abajo. Los Sea Hornet F.20 también incorporaron las modificaciones del Hornet F.3, aunque la capacidad de combustible interno era de 1557 L, ligeramente reducida respecto a la del F.1 Las modificaciones añadieron unos 249 kg al peso de la aeronave. La velocidad máxima se redujo en 18 km/h.
El Hornet NF.21 fue diseñado para satisfacer la necesidad de un caza nocturno naval. Se instalaron escapes especiales antillamas y se añadió una segunda cabina básica al fuselaje trasero, justo encima de los bordes de salida del ala. El equipo de radar ASH se colocó en la parte trasera de esta cabina, con el operador/navegante del radar sentado mirando hacia popa. Para acceder se instaló una pequeña trampilla en el fuselaje inferior; una cubierta de burbuja fija con forma de lágrima, que podía lanzarse en caso de emergencia, proporcionaba un buen campo de visión. En la parte delantera del avión, el morro sufrió una transformación y la pequeña antena de radar ASH giratoria quedó alojada debajo de un radomo alargado en forma de "dedal". Se aumentó la envergadura de las unidades de cola horizontales. El efecto de estas modificaciones sobre el rendimiento fue mínimo: alrededor de 6 km/h.
El Sea Hornet PR.22 era una versión del F.20 dedicada al reconocimiento fotográfico. Se retiraron los cañones y se taparon las aberturas. Se instalaron tres cámaras en el fuselaje trasero: dos F.52 para uso nocturno y una K.19B para uso diurno. Se construyeron un total de 23 PR.22, intercalados con los F.20 construidos en Hatfield.

### Hornet civil
El único Hornet civil, y el único propiedad de un operador no británico, fue un Sea Hornet F.20, el TT193. Originalmente había sido enviado a Edmonton, Alberta, Canadá, para realizar pruebas de invierno; después de estas pruebas, el TT193 se vendió en lugar de transportarlo de regreso a Inglaterra. El avión, registrado como CF-GUO, fue operado por Spartan Air Services y Kenting Aviation hasta el 11 de julio de 1952, cuando un fallo del motor provocó un aterrizaje forzoso en Terrace, Columbia Británica. Después de ser reducido a componentes, el TT193 será restaurado al estado de vuelo por Pioneer Aero Ltd en Ardmore, Nueva Zelanda.

### Volando el Sea Hornet

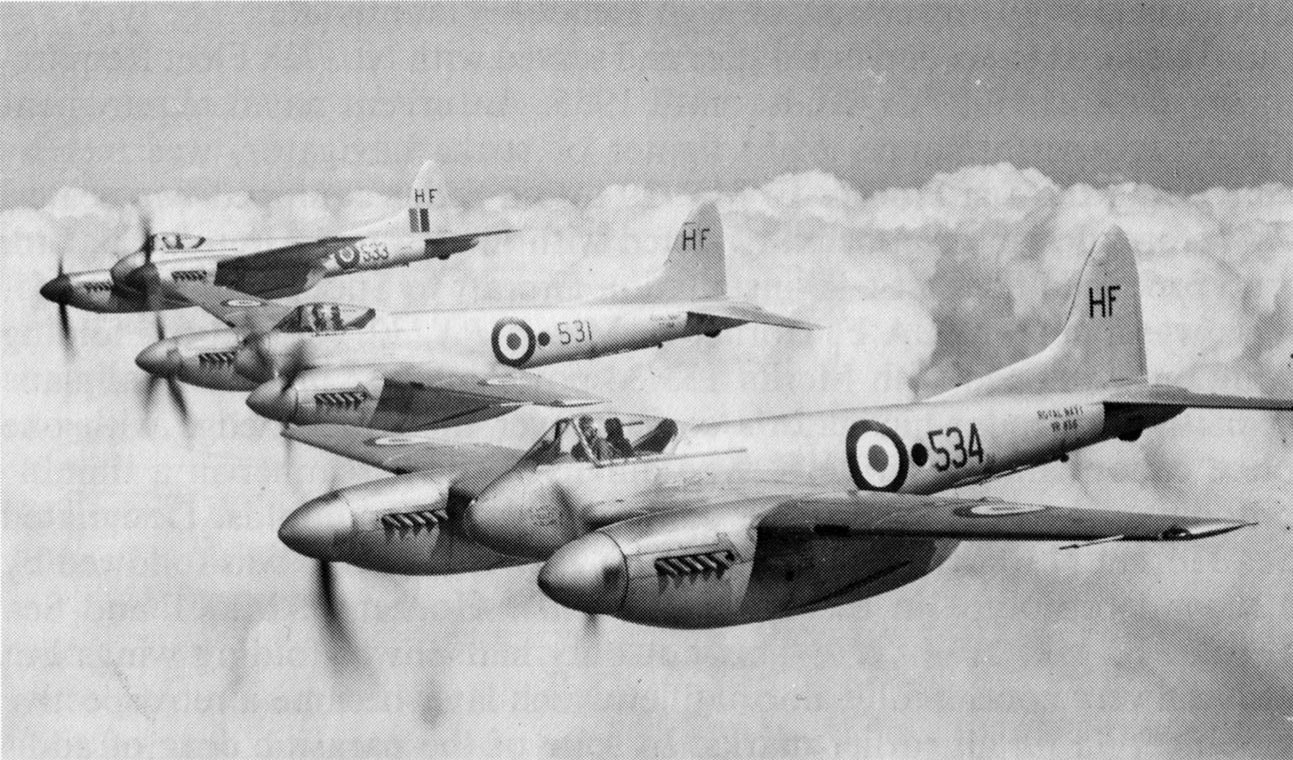
De Havilland Sea Hornet F.20 de la Unidad de Requisitos de la Flota N.º 728, Hal Far, Malta.

El capitán Eric "Winkle" Brown, ex piloto de caza y oficial del Fleet Air Arm, fue uno de los pilotos de pruebas más destacados del mundo y ostentaba el récord de volar el mayor número de modelos de aeronaves.
Justo después del Día de la Victoria en Europa, el primer Sea Hornet PX 212 seminaval llegó al RAE, Farnborough. Eric Brown inició las pruebas de "preparación para el aterrizaje en cubierta". 37 años después, todavía estaba impresionado:
"...los siguientes dos meses de pruebas de manejo y evaluación de aterrizaje en cubierta fueron una absoluta alegría; desde el principio, el Sea Hornet fue un ganador".
"La vista desde la cabina, situada justo delante del morro, debajo de una cubierta de una sola pieza que se deslizaba hacia atrás, era realmente magnífica. El Sea Hornet era fácil de rodar, con frenos potentes... el despegue usando compresión de 25 libras y los flaps extendidos en un tercio era notable! Los motores Merlin 130/131 de 1540 kW (2070 hp) instalados en los prototipos redujeron su potencia a compresión de 18 libras y 1510 kW (2030 hp) como los Merlin 133/134 de los Sea Hornet de producción, pero el rendimiento en el despegue seguía siendo fantástico. El ascenso con compresión de 18 libras superaba los 1200 m/min"...
"En vuelo nivelado, la estabilidad del Sea Hornet en todos los ejes era satisfactoria, característica, por supuesto, de un buen caza interceptor diurno. Sus características de pérdida de sustentación eran inocuas, con una buena cantidad de sacudidas del elevador y sacudidas de los alerones antes de la pérdida de sustentación propiamente dicha"...
"Para las acrobacias aéreas, el Sea Hornet era una auténtica maravilla. El exceso de potencia era tal que las maniobras en el plano vertical sólo se pueden describir como de cohete. Incluso con una hélice en bandera, el Hornet podía hacer un rizo con el mejor caza monomotor, y su limpieza aerodinámica era tal que disfruté de su demostración, haciendo un picado con ambos motores a toda velocidad y poniendo en bandera ambas hélices antes de levantarse para hacer un rizo!".
Durante esta serie de pruebas, el capitán Brown descubrió que los alerones eran demasiado pesados e ineficaces para el aterrizaje en cubierta y que había algunos problemas con el movimiento del acelerador, los frenos y las patas del tren de aterrizaje de goma comprimida todavía estaban instaladas. De Havilland se apresuró a modificar el avión. Eric Brown:
"Los aterrizajes a bordo del Ocean se habían realizado sin ninguna barrera de protección... Sin embargo, en el caso del Sea Hornet, había sentido una confianza tan absoluta que estaba mentalmente relajado... De hecho, había algo en el Sea Hornet que me hacía sentir que lo dominaba por completo; me deleitaba con su forma elegante y la inmensa oleada de potencia que siempre tenía a mano..."
"Las circunstancias habían conspirado contra el Sea Hornet para que no obtuviera el reconocimiento que merecía como avión de guerra verdaderamente excepcional... en mi opinión, el Sea Hornet no tiene rival en cuanto a armonía de control, características de rendimiento y, quizás lo más importante, en cuanto a confianza que inspira en su piloto. En cuanto al puro y emocionante placer de volar, ningún avión me ha causado jamás una impresión más profunda que esta extraordinaria potra del establo de De Havilland".

## Diseño

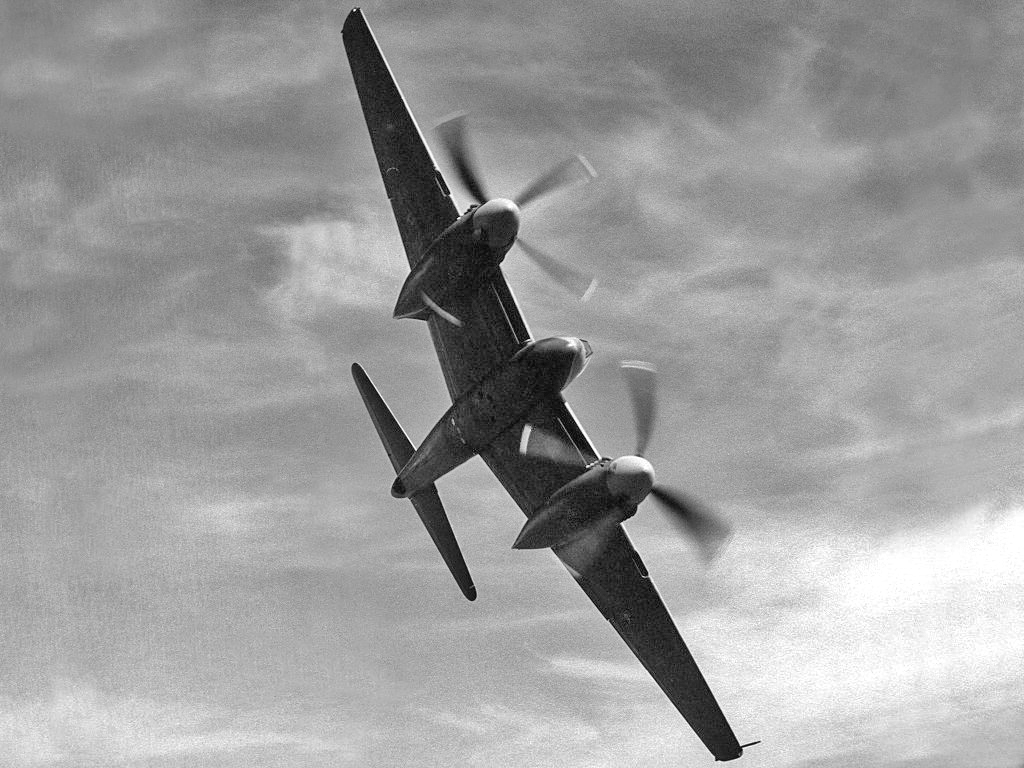
Un De Havilland Hornet F.1 en alabeo pronunciado.

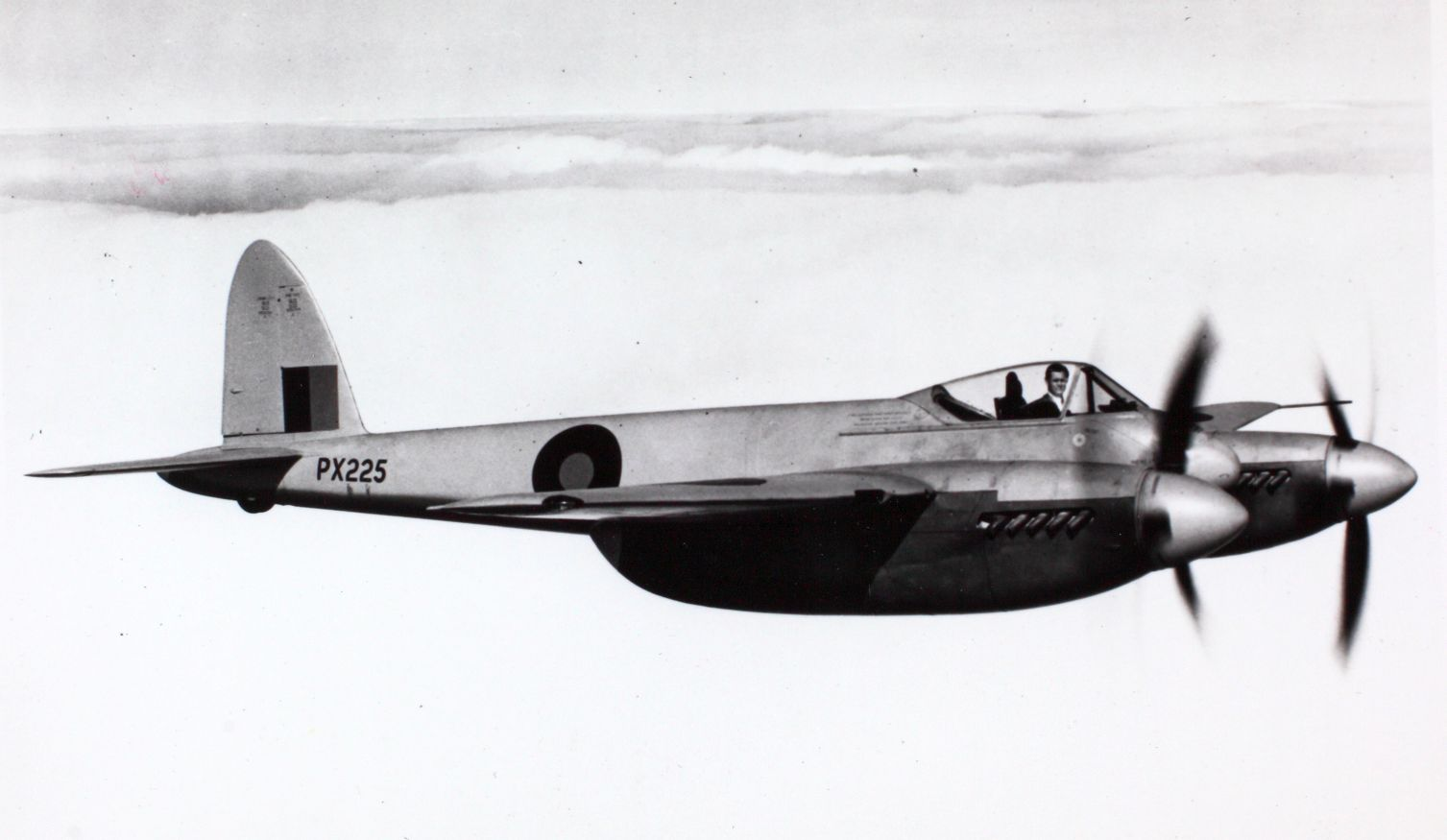
Un Hornet F.1 de la RAF en vuelo nivelado.

El De Havilland Hornet tenía un parecido familiar con el Mosquito de mayor tamaño, pero era un diseño completamente nuevo, aunque se basaba en gran medida en las experiencias y el diseño del mismo. Estaba propulsado por un par de motores Rolls-Royce Merlin altamente desarrollados, que producían 1540 kW (2070 hp) cada uno, que movían hélices de cuatro palas De Havilland Propellers. Según el autor de artículos sobre aviación P.J. Birtles, la eficiencia y la potencia de esta configuración conferían al Hornet "un rendimiento superior al de cualquier otro avión propulsado por hélice". El armamento principal del Hornet eran cuatro cañones Hispano V de 20 mm de tubo corto, mientras que otras cargas de armas típicas incluían varios cohetes y bombas.
La construcción del fuselaje era idéntica a la del Mosquito anterior: una "médula" de madera de balsa intercalada entre láminas de contrachapado dispuestas en paneles diagonales. El cemento de formaldehído Aerolite fue el agente adhesivo. Las mitades del fuselaje se construyeron sobre grandes patrones de hormigón o madera y el equipo se instalaba en cada mitad; luego se unían a lo largo de las líneas centrales superior e inferior utilizando tiras de refuerzo de madera. Todo el fuselaje era luego envuelto herméticamente con una fina tela de aviación que era barnizada in situ. El empenaje, que tenía la forma elegantemente curvada característica de De Havilland, era parte integral del fuselaje trasero. En los últimos modelos F.1 y posteriores de aviones de producción, se añadió un filete del empenaje a la base de la unidad. La unidad de cola horizontal era una estructura totalmente metálica, que nuevamente presentaba la forma distintiva de De Havilland, que luego se repitió en el Chipmunk y en el Beaver.
La construcción era de una mezcla de madera de balsa y contrachapado similar a la del Mosquito, pero el Hornet se diferenciaba al incorporar revestimientos de Alclad sujetos a esfuerzos en las alas inferiores, unidos a la estructura de madera del ala superior, utilizando el nuevo adhesivo Redux. Los dos largueros del ala fueron rediseñados para soportar un factor de carga más alto de 10 en lugar de 8. Aparte de la estructura revisada, las alas del Hornet eran una síntesis del conocimiento aerodinámico que se había reunido desde el diseño del Mosquito, siendo mucho más delgadas en sección transversal y con un perfil de flujo laminar similar al del P-51 Mustang y al del Hawker Tempest. Las superficies de control consistían en flaps divididos operados hidráulicamente, que se extendían desde la raíz del ala hasta el exterior de las góndolas motoras; como en el Mosquito, la parte trasera de la góndola era parte de la estructura de los flaps. En el exterior, los alerones recubiertos de Alclad se extendían cerca de las puntas de las alas recortadas y proporcionaban un excelente control de alabeo.
El Hornet utilizaba motores Merlin "de línea esbelta" de los tipos 130 y 131, que tenían componentes auxiliares del motor reposicionados para minimizar el área frontal y la resistencia. Era inusual para un diseño británico tener hélices que rotaran en direcciones opuestas; los dos cigüeñales de motor rotaban en la misma dirección, pero el Merlin 131 agregaba un engranaje loco para invertir la rotación de su hélice (en el sentido de las agujas del reloj, visto desde el frente). Esto cancelaba el efecto de torque de dos hélices girando en la misma dirección que había afectado a diseños anteriores (como el Mosquito). También reducía la guiñada adversa causada por las correcciones del ajuste de los alerones y, en general, proporcionaba un comportamiento más estable y predecible en vuelo. De Havilland probó hélices que rotaban hacia afuera en la parte superior de sus arcos (como en el P-38 Lightning), pero esta configuración apantallaba al empenaje y reducía la efectividad del timón a bajas velocidades, comprometiendo el manejo en tierra. En los Hornet de producción, el Merlin 130, que rotaba de manera convencional, estaba en el ala de babor y el Merlin 131, en la de estribor.
Gracias a los sistemas de inducción revisados de la serie Merlin 130, las tomas de aire del sobrealimentador y del carburador se pudieron colocar en los bordes de ataque de las alas, por fuera de las góndolas (otras versiones del Merlin, que utilizaban sistemas de inducción de "corriente ascendente", requerían que las entradas se colocaran en un conducto debajo de la capota principal del motor). Los radiadores principales también estaban montados en los bordes de ataque interiores de las alas. El combustible interno, hasta una capacidad máxima de 1964 L (para el F.3) se almacenaba en cuatro depósitos alares autosellantes, a los que se accedía a través de paneles desmontables que formaban parte de las superficies inferiores del ala. Para facilitar el flujo del aire sobre el ala, las góndolas motoras se montaron bajas, lo que significó que las patas del tren de aterrizaje fueran razonablemente cortas y se mejoró el campo de visión del piloto. Las unidades del tren de aterrizaje de una sola pata eran más simples y limpias que las del Mosquito, y utilizaban el mismo sistema de absorción de energía de compresión de caucho desarrollado por De Havilland. Las ruedas principales también eran más pequeñas y ligeras.
Para mejorar aún más el campo de visión del piloto, la cabina no presurizada se montó bastante adelantada en el fuselaje y se alojó debajo de una cubierta de burbuja de plexiglás corrediza hacia atrás. El parabrisas de tres paneles fue diseñado de tal manera que la refracción a través de los paneles significaba que no había puntos ciegos obvios causados por los tirantes de las esquinas; los tres paneles eran de cristal laminado a prueba de balas. Un mamparo blindado (con bisagras cerca de la parte superior para proporcionar acceso a la parte posterior del panel de instrumentos y a los pedales del timón) era parte de la estructura del morro, mientras que la espalda y la cabeza del piloto estaban protegidas por otro mamparo blindado integrado en la cabina. Por debajo y por detrás del piso de la cabina había un compartimento que albergaba el armamento principal del avión, cuatro cañones de 20 mm, que tenían un máximo de 190 disparos por arma y que disparaban a través de tubos cortos. El Sea Hornet poseía un armamento similar al de sus homólogos terrestres.

## Historia operacional

### Hornet
A mediados de 1946, el Hornet entró en servicio con el Escuadrón 64, con base en RAF Horsham St Faith. El siguiente en convertirse al Hornet fue el Escuadrón 19 en RAF Wittering, seguido por el Escuadrón 41 y el Escuadrón 65, ambos con base en RAF Church Fenton. El Escuadrón 65 participó en una de las primeras visitas oficiales al extranjero de una unidad de la RAF cuando visitó Suecia en mayo de 1948. La conversión a piloto del Hornet estuvo a cargo de la Unidad de Conversión Operacional (OCU) N.° 226, que tenía su base en RAF Molesworth.
Durante su relativamente corto servicio operativo, los Hornet participaron en varios intentos de récord y carreras aéreas; por ejemplo, el 15 de septiembre de 1949, el teniente de vuelo H. Peebles voló desde RAF Bovingdon hasta Gibraltar (más de 1800 km) a una velocidad promedio de 574,445 km/h, estableciendo un nuevo récord británico de punto a punto. El récord de Peebles se mantuvo sólo durante tres días, y se rompió cuando el mismo Hornet, pilotado por el capitán de grupo A.P.C. Carver, regresó a Bovingdon, con un promedio de 701,466 km/h. El 31 de agosto de 1946, Geoffrey Pike alcanzó el tercer puesto en el PX224 en la carrera Lympne High Speed Handicap, habiendo volado a una velocidad media registrada de 556,0 km/h. El 30 de julio de 1949, el PX286 participó en las Carreras Aéreas Nacionales (GB) en Elmdon; volado por Geoffrey Pike, marcó la vuelta más rápida en 594 km/h y obtuvo el segundo puesto en la general.
En términos operativos, el Hornet I (posteriormente redesignado como F.1) duró poco tiempo antes de ser reemplazado por la versión mejorada F.3. El primer Hornet F.3 fue el PX366, que voló en el Salón Aeronáutico de Farnborough en junio de 1946. Las nuevas unidades que se convirtieron a este modelo fueron el Escuadrón 33, el Escuadrón 45 (con base en la RAF Tengah, Singapur, donde, a principios de 1952, la unidad se convirtió al Hornet desde el poco fiable Bristol Brigand) y el Escuadrón 80.
En 1951, un número considerable de Hornet fueron reasignados desde el Mando de Caza a los escuadrones de la Fuerza Aérea del Lejano Oriente (FEAF). Junto con el 45 Sqn, los Escuadrones 33 y 80 participaron en operaciones de combate durante la Emergencia Malaya. A su llegada, los Hornet fueron rápidamente utilizados para reemplazar a los Bristol Beaufighter y Supermarine Spitfire que estaban siendo utilizados en apoyo de las fuerzas de seguridad terrestres contra las guerrillas comunistas que luchaban en la región. Armados con cohetes y/o bombas de 454 kg, los Hornet, con su largo alcance y buena autonomía, podían permanecer hasta dos horas sobrevolando un área de objetivo determinada, lo que era particularmente útil porque la identificación del mismo a menudo resultaba un desafío y requería mucho tiempo.
Los Hornet solían ser desplegados en paralelo a los ataques de los bombarderos Avro Lincoln. Otras actividades incluyeron la escolta aérea de convoyes terrestres. El Hornet demostró ser muy fiable: los aparatos del 45.º Escuadrón, con base en Singapur, alcanzaron un total de 4500 salidas operativas en cinco años, más que cualquier otro escuadrón de la FEAF.
El 23 de julio de 1954, dos Hornet de RAF Kai Tak en Hong Kong fueron los primeros en llegar al lugar del derribo de un Skymaster de Cathay Pacific frente a la costa de la isla de Hainan. El 21 de mayo de 1955 se realizó la última misión operativa del Hornet; a mediados de 1956, se había registrado que todos los Hornet habían sido retirados del servicio operativo. Hoy en día no existen ejemplares completos del Hornet.

### Sea Hornet

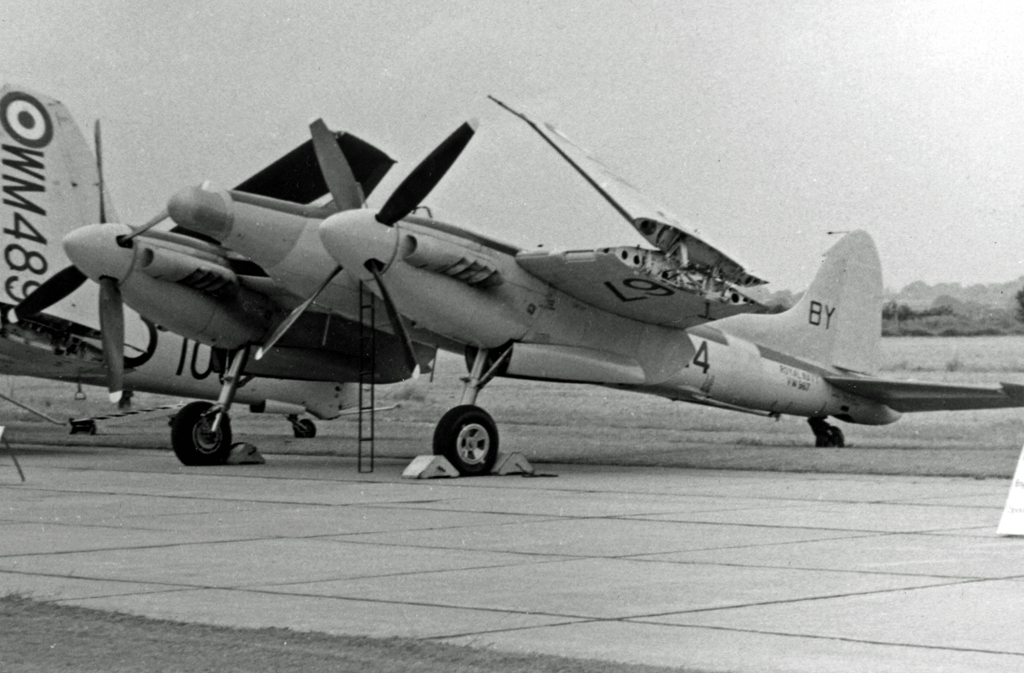
DH.103 Sea Hornet NF.21 exhibido en RNAS Stretton en 1955 con las alas plegadas. También se muestran las hélices "manuales" de los Hornet y Sea Hornet.

El 1 de junio de 1947, el Escuadrón 801 se reformó para convertirse en el primer escuadrón en operar el Sea Hornet, con base en RNAS Ford. Después de mudarse a Arbroath, el escuadrón participó en numerosas pruebas del modelo antes del primer despliegue marítimo del Sea Hornet, embarcándose en el HMS Implacable en 1949. En 1951 se realizó otra transferencia al HMS Indomitable: durante su tiempo a bordo, los Sea Hornet contribuyeron a realizar ejercicios marítimos multinacionales como escolta de combate de largo alcance y aviones de ataque; sin embargo, en junio de 1951, fueron reemplazados por Hawker Sea Fury monomotores.
Otras entregas de Sea Hornet fueron asignadas a varios escuadrones navales, incluidos tres ejemplares que se asignaron al Escuadrón 806 en 1948 y que, junto con un Vampire y dos Sea Fury, se embarcaron en el HMCS Magnificent para realizar una gira por América del Norte en 1948. Durante la gira norteamericana, varios Sea Hornet realizaron algunas exhibiciones de vuelo espectaculares en la Exposición Aérea Internacional de la ciudad de Nueva York entre el 31 de julio y el 8 de agosto. A mediados de 1948, un Sea Hornet, el PX219, fue adaptado para transportar un par de bombas rebotadoras Highball en una instalación que fue desarrollada, pero no aplicada a la flota. El equipo fue retirado durante enero de 1949 y actualmente se desconoce si el Hornet alguna vez dejó caer alguna Highball en vuelo.
El 20 de enero de 1949, el 809 Squadron se convirtió en el primer escuadrón en estar equipado con el Sea Hornet NF.21, habiendo sido reformado específicamente para operar el modelo, con base en RNAS Culdrose. El Escuadrón 809 fue la única unidad de primera línea que utilizó esta variante; después de un período de entrenamiento inicial, el escuadrón se transfirió brevemente al HMS Illustrious para practicar aterrizajes en cubierta. En mayo de 1951, los NF.21 del Escuadrón 809 se trasladaron al HMS Vengeance para formar parte del primer grupo aéreo para todo clima del FAA.
El 16 de octubre de 1951, una formación de cuatro aviones NF.21 voló sin escalas desde Gibraltar hasta Lee-on-the-Solent, Hampshire, Inglaterra, en 3 horas y 10 minutos a una velocidad media de poco menos de 330 mph; el 24 de noviembre de 1951, un único Sea Hornet voló la misma ruta en 2 horas y 45 minutos a una velocidad promedio de 378 mph. Durante un breve despliegue en 1952, se determinó rápidamente que el Sea Hornet no era adecuado para su uso a bordo de los portaaviones ligeros de la flota de la Armada. El Escuadrón 809 fue destacado brevemente a la RAF en Coltishall antes de ser desplegado en Hal Far, Malta; fue en Malta donde el Escuadrón se disolvió en 1954 para ser reequipado con el De Havilland Sea Venom con motor a reacción.
Posteriormente, el NF.21 equipó las Unidades de Requisitos de la Flota en Hal Far, Malta, y St Davids, Gales Occidental. Un Sea Hornet F.20, el TT213, fue adquirido por la RAAF al Ministerio de Abastecimiento del Reino Unido. El avión fue utilizado por la Unidad de Investigación y Desarrollo de Aeronaves (ARDU), en Laverton, Victoria, Australia, de 1948 a 1950. Se utilizó principalmente para evaluación y ensayos tropicales. Entre 1956 y 1957, la mayoría de los Hornet retirados fueron desguazados, habiéndose deteriorado gravemente debido al clima durante el almacenamiento.

## Variantes
Hornet F.1
Versión de caza, 60 construidos.
Hornet PR.2
Versión de reconocimiento fotográfico, cinco construidos.
Hornet F.3
Versión de caza, 132 construidos.
Hornet FR.4
Versión de caza-reconocimiento, 12 construidos.
Sea Hornet F.20
Versión navalizada para servicio en portaaviones británicos, 79 construidos.
Sea Hornet NF.21
Caza nocturno del Fleet Air Arm propulsado por motores Merlin 133/134, 72 construidos.
Sea Hornet PR.22
Versión de reconocimiento fotográfico, 23 construidos.

## Operadores
Australia
- Real Fuerza Aérea Australiana: utilizó un Sea Hornet F.20 para evaluación y pruebas tropicales.

 Canadá
- Real Fuerza Aérea Canadiense: operó brevemente un antiguo Sea Hornet F.20 (TT193) de la Armada Real en 1948 con fines de realizar pruebas. Fue operado por el CEPE (Canadian Experimental and Proving Establishment), en la RCAF Namao, Edmonton, Alberta, en compañía de un Hawker Sea Fury. Cuando fue declarado excedente, fue comprado por Spartan Air Services y operó hasta que uno de los motores falló. Fue desguazado en algún momento de la década de 1950.[35]

 Reino Unido
- Real Fuerza Aérea
- Marina Real: Fleet Air Arm

## Supervivientes
En 2017, el Sea Hornet F.20 TT193 estaba siendo restaurado para que pudiera volar por Pioneer Aero Ltd en Ardmore, Nueva Zelanda.

## Especificaciones (Hornet F.1)
Referencia datos: The De Havilland Hornet, wwiiaircraftperformance.org

### Características generales
- Tripulación: Uno (piloto)
- Longitud: 10,8 m (35,5 ft)
- Envergadura: 13,7 m (45 ft)
- Altura: 4,3 m (14,2 ft)
- Superficie alar: 33,5 m² (360,6 ft²)
- Perfil alar: EC124[41]
- Peso vacío: 5122 kg (11 288,9 lb)
- Peso cargado: 7176 kg (15 815,9 lb)
- Peso máximo al despegue: 8278 kg (18 244,7 lb) (con 2 depósitos lanzables de 910 L)
- Planta motriz: 2× motor lineal V12 refrigerado por líquido Rolls-Royce Merlin 130/131 (rotación a izquierdas y a derechas).
  - Potencia: 1540 kW (2123 HP; 2094 CV) cada uno.
- Hélices: 1× De Havilland de cuatro palas de velocidad constante (rotación a izquierdas y a derechas) por motor.

### Rendimiento
- Velocidad máxima operativa (Vno): 764 km/h (475 MPH; 413 kt) a 6400 m (21 000 pies)
- Velocidad crucero (Vc): 430 km/h (267 MPH; 232 kt) a 6100 m (20 000 pies)
- Alcance: 2380 km (1285 nmi; 1479 mi)
- Alcance en ferry: 4200 km
- Techo de vuelo: 12 600 m (41 339 ft)
- Carga alar: 213,9 kg/m² (43,8 lb/ft²)
- Tiempo a altitud: 4 min para 6100 m (20 000 pies)

### Armamento
- Cañones: 

  - 4x Hispano Mk. V de 20 mm (con 190 dpa) en la parte inferior del morro
- Bombas: 

  - 2 de 454 kg bajo las alas, por fuera de los motores
- Cohetes: 

  - 8x RP-3 de 27 kg no guiado (Hornet F.3)

## Aeronaves relacionadas

### Desarrollos relacionados
- De Havilland Mosquito

### Aeronaves similares
- I.Ae. 30 Ñancú
- Grumman F7F Tigercat
- North American F-82 Twin Mustang
- Lockheed P-38 Lightning
- Mitsubishi Ki-83
- Nakajima J5N
- Westland Welkin

### Secuencias de designación
- Secuencia DH._ (interna de De Havilland): ← DH.100 - DH.101 - DH.102 - DH.103 - DH.104 - DH.105 - DH.106 →
- Secuencia A_ (Aeronaves de la RAAF (Serie Dos, 1935-1963)): ← A80 - A81 - A82 - A83 - A84 - A85 - A86 →